# Klaus-Peter Jürgens
Klaus-Peter Jürgens (* 22. Dezember 1933 in Arnsberg bei Kreuzburg in Ostpreußen; † 15. Oktober 2006 in Bad Homburg vor der Höhe) war ein deutscher Politiker (CDU) und Landrat des Hochtaunuskreises.

## Leben
Nach einem Studium der Rechtswissenschaften in München arbeitete Jürgens bei der Oberfinanzdirektion Düsseldorf und dem Finanzamt Essen, bevor er als Kreisrechtsrat und später als Kreisdirektor im Kreis Olpe tätig war.
Er wurde im Jahr 1965 mit seiner Dissertation Die Beschränkungen des Grundeigentums im Rahmen der Städteplanung auf Grund der neuesten Gesetzgebung zum Dr. jur. promoviert.
Nach seiner Amtszeit als Landrat wechselte er auf eigenen Wunsch in das Management der Darmstädter Firma Mengler KG.
Jürgens war verheiratet und hatte drei Kinder. Seit 1956 war er Mitglied der katholischen Studentenverbindung KDStV Tuiskonia München im CV.

## Politisches Wirken
Im Jahr 1978 wurde Jürgens als Kandidat der CDU als Bürgermeister und Kämmerer der Stadt Bad Homburg vor der Höhe gewählt. Schwerpunkt seiner Arbeit war der Versuch, Managementmethoden der Wirtschaft auch in seinem Amt als Kommunalpolitiker zu nutzen.
Er war damit so erfolgreich, dass er zum Landrat des Hochtaunuskreises gewählt wurde. Dieses Amt hatte er von 1985 bis 1990 inne. Jürgens war Mitglied der CDU und führte den Stadtverband der CDU in Bad Homburg vor der Höhe als Vorsitzender von 1995 bis 1996.